# Serie A1 2011-2012 (pallamano femminile)
La Serie A1 2011-2012 è stata la 43ª edizione della massima serie del campionato italiano di pallamano femminile. Il campionato è stato vinto per la prima volta nella sua storia dal Teramo, che nella finale play-off ha superato il PDO Salerno.

## Formula
La formula del torneo prevedeva una stagione regolare divisa in una prima fase, dove le sette squadre partecipanti si affrontavano in partite di andata e ritorno, e in una seconda fase, composta da una poule playoff e una poule retrocessione. Al termine della seconda fase, a seconda dei piazzamenti, si disputavano le semifinali e la finale scudetto e la finale playout.

## Squadre partecipanti
| Squadra     | Città         | Stagione precedente    |
| ----------- | ------------- | ---------------------- |
| Badolato    | Badolato (CZ) | 1º posto in Serie A2/B |
| Futura      | Roma          | Ammessa                |
| Messana     | Messina       | 5º posto in Serie A1   |
| Nuoro       | Nuoro         | 4º posto in Serie A1   |
| PDO Salerno | Salerno       | 1º posto in Serie A1   |
| Sassari     | Sassari       | 2º posto in Serie A1   |
| Teramo      | Teramo        | 3º posto in Serie A1   |

## Stagione regolare

### Classifica
|  | Pos. | Squadra        | Pt | G  | V  | N | P  | GF  | GS  | DR   |
|  | ---- | -------------- | -- | -- | -- | - | -- | --- | --- | ---- |
|  | 1.   | PDO Salerno    | 33 | 12 | 11 | 0 | 1  | 398 | 306 | +92  |
|  | 2.   | Teramo         | 30 | 12 | 10 | 0 | 2  | 388 | 295 | +93  |
|  | 3.   | Sassari        | 27 | 12 | 9  | 0 | 3  | 420 | 323 | +97  |
|  | 4.   | Futura         | 18 | 12 | 6  | 0 | 6  | 376 | 315 | +61  |
|  | 5.   | Messana        | 12 | 12 | 4  | 0 | 8  | 343 | 323 | -20  |
|  | 6.   | Nuoro          | 3  | 12 | 1  | 0 | 11 | 250 | 456 | -206 |
|  | 7.   | Badolato (-10) | -7 | 12 | 1  | 0 | 11 | 265 | 422 | -157 |

Legenda:
      Poule Scudetto.
      Poule retrocessione.

## Seconda fase

### Poule Scudetto

#### Classifica
|  | Pos. | Squadra     | Pt | G | V | N | P | GF  | GS  | DR  |
|  | ---- | ----------- | -- | - | - | - | - | --- | --- | --- |
|  | 1.   | Teramo      | 18 | 6 | 5 | 0 | 1 | 181 | 159 | +22 |
|  | 2.   | PDO Salerno | 17 | 6 | 4 | 0 | 2 | 177 | 171 | +6  |
|  | 3.   | Sassari     | 7  | 6 | 2 | 0 | 4 | 176 | 197 | -21 |
|  | 4.   | Futura      | 4  | 6 | 1 | 0 | 5 | 154 | 162 | -7  |

### Poule Retrocessione

#### Classifica
|  | Pos. | Squadra  | Pt | G | V | N | P | GF  | GS  | DR  |
|  | ---- | -------- | -- | - | - | - | - | --- | --- | --- |
|  | 1.   | Messana  | 16 | 4 | 4 | 0 | 0 | 139 | 95  | +44 |
|  | 2.   | Nuoro    | 9  | 4 | 2 | 0 | 2 | 109 | 124 | -15 |
|  | 3.   | Badolato | 2  | 4 | 0 | 0 | 4 | 101 | 130 | -29 |

Legenda
 Qualificata ai play-out.

## Playout

### Finale
| Squadra 1 | Squadra 2 | Gara 1             | Gara 2                 |
| --------- | --------- | ------------------ | ---------------------- |
| Nuoro     | Badolato  | 5 mag. 2012, Nuoro | 12 mag. 2012, Badolato |
| Nuoro     | Badolato  | 33 - 22            | 38 - 34                |

## Playoff Scudetto

### Semifinali
| Squadra 1   | Squadra 2 | Andata                | Ritorno               |
| ----------- | --------- | --------------------- | --------------------- |
| Teramo      | Futura    | Roma, 21 apr. 2012    | Teramo, 28 apr. 2012  |
| Teramo      | Futura    | 26 – 15               | 35 – 31               |
| PDO Salerno | Sassari   | Sassari, 21 apr. 2012 | Salerno, 28 apr. 2012 |
| PDO Salerno | Sassari   | 30 - 27               | 33 - 30               |

### Finale
| Squadra 1 | Squadra 2   | Gara 1              | Gara 2                | Gara 3               |
| --------- | ----------- | ------------------- | --------------------- | -------------------- |
| Teramo    | PDO Salerno | 5 mag. 2012, Teramo | 12 mag. 2012, Salerno | 19 mag. 2012, Teramo |
| Teramo    | PDO Salerno | 26 - 27             | 35 - 28               | 31 - 29              |